# Falcimala japonica
Falcimala japonica là một loài bướm đêm trong họ Noctuidae.